# 박하사탕 (영화)
《박하사탕》(영어: A Peppermint Candy)은 이창동 감독의 2번째 영화이다. 1999년 10월 14일 부산국제영화제 개막작으로 상영되었고, 2000년 1월 1일 정식으로 개봉하였다. 한 남자의 인생과 사랑을 통해 한국 현대사를 투영하고 있다. 또한 2000년 칸 영화제 감독주간에 초청되기도 했다.
영화 중 설경구가 "나 다시 돌아갈래"라고 말하는 장면은 실제로 삼탄역 근처에서 촬영된 것이다. 상세 촬영지는 충북 제천시와 충주시이다.

## 줄거리
| “ | 세상의 모든 눈물을 그의 첫사랑에 바칩니다 | ” |

- Chapter #1 - 야유회, 1999년 봄. 주인공 김영호(설경구 분)가 ‘가리봉 봉우회’의 야유회 장소에 느닷없이 나타난다. 20년 전 첫사랑의 여인 순임(문소리 분)과 함께 소풍을 왔던 곳. 그러나 세월은 모든 것을 앗아가 버린 후다. 기찻길 철로 위, "나 다시 돌아갈래!" 영호의 절규는 기적소리를 뚫고, 영화는 1999년 오늘에서 과거로의 여행을 시작한다.

- Chapter #2 - 사진기, 사흘전 봄. 영호는 마흔살, 직업은 없다. 젊은 시절 꿈, 야망, 사람, 모든 것을 잃고 아무것도 남지 않은 중년. 어렵사리 구한 권총 한 정으로 죽어버리려 하는데 뜬금없이 나타난 사내의 손에 이끌려 이제는 죽음을 앞둔 첫사랑 순임을 만나게 된다. 그러나 순임은 이미 혼수상태에 빠져 그를 알아볼 수 없었다. 스러져 가는 그녀 곁에서 박하사탕을 든 채 울음을 토하는 영호. 그리고 그녀가 남긴 추억의 카메라를 단 돈 4만원에 팔아버린다.

- Chapter #3 - 삶은 아름답다, 1994년 여름. 서른 다섯의 가구점 사장 영호. 마누라 홍자(김여진 분)는 운전 교습강사와 바람 피우고, 그는 가구점 직원 미스리와 바람 피운다, 어느 고기집에서, 과거 형사 시절 자신이 고문했던 사람과 마주치는 영호. "삶은 아름답다"라고 중얼거려본다. 집들이를 하던 날 아내 홍자의 기도가 장황하게 이어질 때 그는 밖으로 뛰쳐 나간다. 그 안의 모든 것들로부터 1994년 어느 여름의 일.

- Chapter #4 - 고백, 1987년 봄. 영호는 닳고 닳은 형사. 아내 홍자는 예정일을 얼마 남기지 않은 만삭의 몸이다. 사랑도 열정도 점점 식어만 가는, 지극히 일상적인 삶에 대한 권태로움으로 지쳐버린 김영호. 그는 아내를 사랑하지 않는다. 잠복 근무차 출장 갔던 군산의 허름한 옥탑방. 카페 여종업원의 품에 안긴 그는 첫사랑 순임을 목놓아 부르며 울음을 터뜨린다. 1987년 4월.

- Chapter #5 - 기도, 1984년 가을. 아직은 서투른 신참내기 형사, 영호. 그는 선배 형사들의 과격한 모습과 자신의 내면에 내재된 폭력성에 의해 점점 변해가기 시작한다. 그리고 자기 자신의 순수함을 부인하듯이 순임을 거부한다, 마침내 그의 광기가 폭발해버리던 어느 날, 그는 자신을 짝사랑해오던 홍자를 그냥 택한다. 1984년의 어느 가을, 순임을 만난 지 정확히 5년째 해였다.

- Chapter #6 - 면회, 1980년 5월. 영호는 전방부대의 신병. 긴급 출동하는 영호는 트럭에서 면회 왔다가 헛걸음치고 돌아가는 순임의 작은 모습을 보게 된다. 또 다른 비오는 날의 텅 빈 위병소 앞 순임은 오늘도 영호를 기다린다. 영호는 그날 밤 광주 역 주변 어둠 속에서 귀가하던 여고생을 순임인 듯 마주한다. 급박한 상황에서 영호의 M16에서 발사되는 총성. 우리 모두에게 잔인했던 1980년 5월 어느 날이었다.

- Chapter #7 - 소풍, 1979년 가을. 이야기의 시작. 영화의 끝. 구로 공단의 야학에 다니는 10여명이 소풍을 나왔다. 그 무리 속에 갓 스무 살의 영호와 순임도 보인다. 둘은 서로 좋아하기 시작한 듯하다. 젊음과 아름다운 사랑. 순수한 행복감에 젖어있는 두 사람. 눈부신 햇살 아래서 영호는 순임이 건네준 박하사탕 하나가 "세상에서 최고로 맛있다." 지금으로부터 20년 전, 1979년 어느날. 이렇게 영화는 마지막에 와서 다시 시작한다.

## 캐스팅
- 설경구 : 김영호 역
- 문소리 : 윤순임 역
- 김여진 : 양홍자 역
- 박세범 : 신광남 역
- 서정 : 미스리 역
- 고서희 : 경아 역
- 박지영 : 여학생 역
- 이대연 : 강사장/강형사 역
- 김경익 : 박명식 역
- 정우혁 : 박상병 역
- 김주복 : 남자1 역
- 권영국 : 남자2 역
- 최연식 : 남자3 역
- 심태선 : 남자4 역
- 박종상 : 남자5 역
- 안찬모 : 남자6 역
- 박길수 : 남자7 역
- 강선숙 : 여자1 역
- 최민금 : 여자2 역
- 유진희 : 여자3 역
- 신부영 : 여자4 역
- 이은숙 : 여자5 역
- 최현숙 : 여자6 역
- 유연수 : 이형사 역
- 공형진 : 송형사 역
- 장문영 : 김원식 역
- 이병철 : 반장 역
- 손종환 : 신형사 역
- 지상욱 : 배형사 역
- 고종필 : 회식형사1 역
- 이두경 : 회식형사2 역
- 한영수 : 회식형사3 역
- 황경욱 : 회식형사4 역
- 최덕문 : 노조원 역
- 한재상 : 배달원1 역
- 최정화 : 배달원2 역
- 오연실 : 커피아줌마 역
- 조민철 : 교통경찰 역
- 배장수 : 카메라점주인 역
- 정민성 : 가구점 직원 1 역
- 양희경 : 라디오 DJ(음성) 역
- 임상희 : 청취자(음성) 역
- 손상원 : 보도기자(음성) 역
- 우장명 : 주차장관리인 역
- 김동곤 : 운전강사 역
- 장숙경 : 명식 아내 역
- 권진원 : 가구점 한주임 역
- 정민성 : 가구점 직원1 역
- 배수백 : 가구점 직원2 역
- 권미형 : 단란주점여1 역
- 오시정 : 단란주점여2 역
- 박순남 : 단란주점여3 역
- 문경희 : 단란주점여4 역
- 윤주신 : 색스폰맨 역
- 박기조 : 이발사 역
- 손영순 : 홍자어머니 역
- 김인권 : 이병장 역
- 김황도 : 김하사 역
- 서진원 : 분대장 역
- 유승목 : 임일병 역
- 조한철 : 공원1 역
- 이철 : 공원2 역
- 최선호 : 공원3 역
- 박수영 : 공원4 역
- 이준석 : 공원5 역
- 박노식 : 공원6 역
- 황경 : 여공1 역
- 유은주 : 여공2 역
- 박지희 : 여공3 역
- 박혜진 : 여공4 역
- 이미영 : 여공5 역
- 김명신 : 여공6 역
- 윤미경 : 여공7 역
- 민윤경 : 여공8 역
- 박성연 : 여공9 역
- 최유나 : 소희 역
- 이지민 : 세민 역
- 김영범 : 재영 역
- 호선인 : 소영 역

## 수상
주연배우 설경구는 총 10회의 수상을 기록했다.
- 2000년 칸 영화제 감독주간 초청
- 2000년 노르웨이 오슬로영화제
  - 스페셜멘션상 설경구
- 2000년 제35회 카를로비바리 국제영화제
  - 장편부문 심사위원 특별상 이창동
  - 국제영화클럽연매상
  - 아시아영화진흥기금상
- 2000년 제2회 슬로바키아 브라티슬라바영화제
  - 감독상 이창동
  - 남우주연상 설경구
- 2000년 제8회 춘사대상영화제
  - 각본상 이창동
  - 남우주연상 설경구
- 2000년 제20회 한국영화평론가협회상
  - 최우수작품상
  - 감독상 이창동
  - 각본상 이창동
  - 신인남우상 설경구
- 2000년 제23회 황금촬영상
  - 조명상
  - 신인남우상 설경구
- 2000년 제36회 백상예술대상
  - 영화부문 남자 신인연기상 설경구
- 2000년 제37회 대종상
  - 최우수작품상
  - 감독상
  - 각본상 이창동
  - 여우조연상 김여진
  - 신인남우상 설경구
- 2000년 제21회 청룡영화상
  - 각본상 이창동
  - 남우주연상 설경구
- 2000년 제1회 한국영화인축제
  - 관객들이 뽑은 상(작품상)
  - 관객들이 뽑은 상(감독상) 이창동
  - 관객들이 뽑은 상(남자연기상) 설경구
  - 관객들이 뽑은 상(작품상)
  - 영화인들이 뽑은 상(감독상) 이창동
  - 영화인들이 뽑은 상(각본상)
  - 영화인들이 뽑은 상(남자연기상) 설경구
  - 영화인들이 뽑은 상(편집상)